# ساسون وارطانیان
ساسون واردانیان (ارمنی: Սասուն Վարդանյան؛  زادهٔ ۳ اوت ۱۹۴۲ - درگذشته ۱۶ فوریهٔ ۲۰۲۳)، نویسنده و آموزگار اهل ارمنستان است.

## زندگی‌نامه
وی در ۳ اوت ۱۹۴۲ در سولاک به دنیا آمد و از دانشکده علوم الهی گئورگیان اچمیادزین (۱۹۶۹) فارغ‌التحصیل شد. وی در ماتناداران و دانشگاه پلی‌تکنیک ارمنستان، مدرسه وازگنیان سوان و آموزشگاه ژارانگاوورتس اورشلیم فعالیت می‌کند.